# Tom D'Andrea
Pour les articles homonymes, voir D'Andrea.
Thomas D'Andrea Sr., né le 15 mai 1909 à Chicago (Illinois) et mort à Port Charlotte (Floride) le 14 mai 1998, est un acteur américain, connu comme Tom D'Andrea.

## Biographie

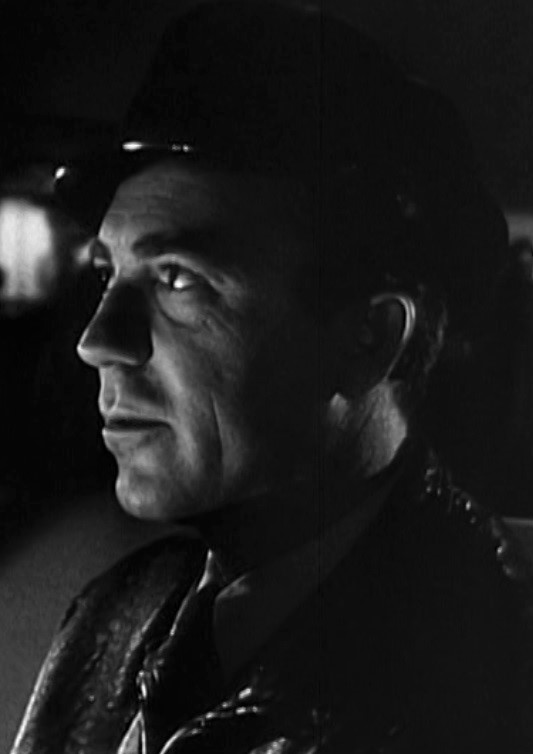
Dans Les Passagers de la nuit (1947)

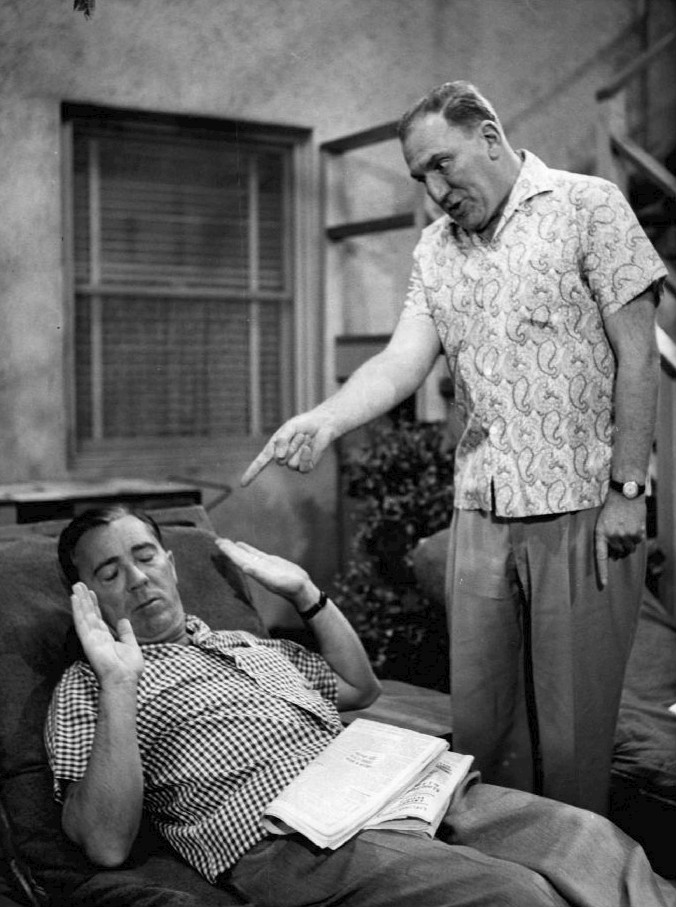
Avec William Bendix (debout), dans la série The Life of Riley (photo promotionnelle, 1957)

Au cinéma, Tom D'Andrea contribue à dix-neuf films américains, depuis This Is the Army de Michael Curtiz (1943, avec George Murphy et Joan Leslie) jusqu'à Divorce à l'américaine de Bud Yorkin (1967, avec Dick Van Dyke et Debbie Reynolds).
Entretemps, citons Nuit et Jour de Michael Curtiz (1946, avec Cary Grant et Alexis Smith), Les Passagers de la nuit de Delmer Daves (1947, avec Humphrey Bogart et Lauren Bacall), La Rivière d'argent de Raoul Walsh (1948, avec Errol Flynn et Ann Sheridan) et La Maison de madame Adler de Russell Rouse (son avant-dernier film, 1964, avec Shelley Winters et Robert Taylor).
À la télévision américaine, outre deux téléfilms (1961-1974), il apparaît dans dix-sept séries entre 1951 et 1971, dont La Famille Addams (un épisode, 1965) et Les Arpents verts (trois épisodes, 1966-1968).
Un de ses partenaires réguliers à l'écran est William Bendix, qu'il retrouve notamment sur le tournage du film Kill the Umpire de Lloyd Bacon (1950), mais surtout dans soixante-sept épisodes (1953-1958) de la série The Life of Riley (en).

## Filmographie partielle

### Cinéma
- 1943 : This Is the Army de Michael Curtiz : Tommy
- 1945 : L'Orgueil des marines ou La Route des ténèbres (Pride of the Marines) de Delmer Daves : Tom
- 1946 : Humoresque (titre original) de Jean Negulesco : Phil Boray
- 1946 : Nuit et Jour (Night and Day) de Michael Curtiz : Tommy
- 1946 : Ne dites jamais adieu (Never Say Goodbye) de James V. Kern : Jack Gordon
- 1946 : Two Guys from Milwaukee de David Butler
- 1947 : Les Passagers de la nuit (Dark Passage) de Delmer Daves : Sam, le chauffeur de taxi
- 1947 : Love and Learn de Frederick de Cordova
- 1948 : La Rivière d'argent (Silver River) de Raoul Walsh : « Pistol » Porter
- 1948 : Ombres sur Paris (To the Victor) de Delmer Daves : Gus Franklin
- 1948 : Les Géants du ciel (Fighter Squadron) de Raoul Walsh : Sergent James F. Dolan
- 1949 : Tension (titre original) de John Berry : Freddie
- 1949 : La Sirène des bas-fonds (Flaxy Martin) de Richard L. Bare : Sam Malko
- 1950 : La Voix que vous allez entendre (The Next Voice You Hear...) de William A. Wellman : Harry « Hap » Magee
- 1950 : Kill the Umpire de Lloyd Bacon : Roscoe Snooker
- 1951 : Little Egypt de Frederick de Cordova : Max
- 1964 : La Maison de madame Adler (A House Is Not a Home) de Russell Rouse : Gabe
- 1967 : Divorce à l'américaine (Divorce Americain Style) de Bud Yorkin : le mari fâché de Mildred (voix)

### Télévision
(séries, sauf mention contraire)
- 1953-1958 : The Life of Riley
  - Saisons 1 à 6, 67 épisodes : Jim Gillis
- 1960-1961 : Dante
  - Saison unique, 26 épisodes : Biff
- 1961 : The McGonigle de Ralph Murphy (téléfilm) : Scuttlebutt Baines
- 1965 : La Famille Addams (The Addams Family)
  - Saison 2, épisode 13 Portrait diabolique (Portrait of Gomez) de Sidney Salkow : l'examinateur
- 1966-1968 : Les Arpents verts (Green Acres)
  - Saison 2, épisode 3 I Didn't Raise My Pig to Be a Soldier (1966) de Richard L. Bare : le sergent
  - Saison 3, épisode 17 Not Guilty (1968) de Richard L. Bare : l'huissier
  - Saison 4, épisode 2 The Rummage Sale (1968) de Richard L. Bare : le plombier
- 1974 : Bobby Parker and Company de Bill Persky (téléfilm) : le père